# سنتین
سنتین (انگلیسی: Centene) شرکت مراقبت سلامت آمریکایی است، که در سال ۱۹۸۴ تأسیس شد.